# Tripteroides lipovskyi
Tripteroides lipovskyi är en tvåvingeart som beskrevs av John Nicholas Belkin 1950. Tripteroides lipovskyi ingår i släktet Tripteroides och familjen stickmyggor. Inga underarter finns listade i Catalogue of Life.